# Koilesyrien
Koilesyrien (Coele-Syria gr. Κοίλη Συρία, "det hule Syria" ; da. "Kølesyrien" eller "Cølesyrien") er en betegnelse, som man bruger om Fønikien og Palæstina i den hellenistiske tidsalder, hvor de hellenistiske stormagter Ptolemæerriget og Seleukideriget kæmpede om området.
Ptolemæernes og seleukidernes kampe om Koilesyrien er kendt som de syriske krige, der fandt sted i løbet af den hellenistiske tidsalder. Striden om Koilesyrien havde stået på fra 301 f.Kr. til 198 f.Kr., hvor landet blev endeligt erobret af seleukidekongen, Antiochos III den Store. Med indlemmelsen i Seleukideriget i 198 f.Kr. ophører man med at bruge betegnelsen i historiebøgerne.